# Sprookjes (televisieprogramma)
Sprookjes was een Nederlands-Vlaams televisieprogramma van de Efteling. In het programma werden sprookjes verteld uit het Sprookjesbos zoals Het Meisje met de Zwavelstokjes, De Chinese Nachtegaal, Assepoester, Repelsteeltje en Vrouw Holle. Het programma was in België te zien op Ketnet en in Nederland bij de KRO. 

## Verhaal
Eerst was de muziek te horen, net als in het Sprookjesbos: Menuet in G en men ziet een sprookjesachtig kasteel met een opvallend lange brug naar uit het beeld. Dan ziet men een glas-in-loodraam waar een object uit het sprookje in zit. Daarna zit men opeens binnen en op de achtergrond is een gekantelde gang te zien. Dan komt Jan Decleir binnen en gaat dan vervolgens zitten aan een tafel en slaat hij een groot boek open. Dan ontsteekt er een lamp boven een trap, die sterk doet denken aan een trap van het huisje van de stiefmoeder van Sneeuwwitje in de Efteling. Dan begint hij te vertellen over het sprookje. Het wordt uitgebeeld met echte mensen (live action) en aan het einde slaat Decleir het boek dicht en loopt weer weg. De lamp boven de trap gaat weer uit en men ziet de aftiteling.
Elke aflevering duurde circa 10 tot 15 minuten en was gericht op kinderen van 6 tot 8 jaar. Het programma was in 2004 op tv. Er zijn in totaal 26 afleveringen opgenomen.

## Achtergrond
In 1988 kwam de serie The Storyteller uit waarin John Hurt vanuit zijn stoel duistere sprookjesvertellingen introduceerde en die door middel van poppen tot leven bracht. De Efteling wilde ook op eigen wijze de sprookjes bij de kinderen thuisbrengen. Hoofd marketingcommunicatie van Efteling, Reinout van Assendelft de Coningh, kwam in de jaren 90 met het idee om het "De Sprookjeston" te noemen waarin Ton van de Ven (ontwerper) sprookjes uit de grabbelton haalde. Echter vond Van Assendelft de Coningh nadat er een pilotaflevering werd afgeleverd, Tafeltje dek je, ezeltje strek je en knuppel uit de zak, niet dat de kwaliteit in overeenkwam met de ambitie van het project, mede door het te Brabantse accent van Van de Ven. Het programma werd daarom niet door geproduceerd. 
In 2002 begonnen de gesprekken tussen de Efteling en Ketnet, de wens om een hoogwaardig sprookjesprogramma is er altijd gebleven. Het werd een co-productie tussen de Efteling, Ketnet en productiehuis Cine3. Ketnet en Efteling wilden de sprookjes niet al te gruwelijk maken, zodat kinderen er naar konden kijken. Ook vond de Efteling dat het wel sprookjes moesten zijn die dan ook in het Sprookjesbos (Efteling) stonden, hoewel dat eigenlijk alleen voor het 1e seizoen geldt. Daarnaast zag de Efteling ook graag dat de sfeer van het park er goed in zat. Hierin werd een compromis gesloten om tegelijk de Nederlandse en Belgische publieke omroepen tevreden te houden kwamen er geen directe verwijzingen naar het park in de serie, het gaat immers om de sprookjes en niet om bezoekers naar het park te krijgen. 
Bepaalde scripts waren kopieën van de teksten van Martine Bijl uit haar sprookjesboek Sprookjes van de Efteling. De cast was altijd gevarieerd met Nederlandse en Vlaamse acteurs. Bij bepaalde sprookjes waarin zich gruwelijke momenten voordoen, zoals: de Wolf in Roodkapje eet oma en Roodkapje op of de Reus in Klein Duimpje eet zijn kinderen op, worden ze wel getoond of benoemd, maar we zien ze niet. Bij Roodkapje eet de Wolf oma en Roodkapje wel op, maar dat gebeurt onder het dekbed, waardoor wij als kijker het niet zien. Alle sprookjes zijn voor alle leeftijden, behalve: Roodkapje, Klein Duimpje, Raponsje en De gelaarsde kat, die zijn voor 6 jaar en ouder.  
De opnames van het eerste seizoen vonden plaats in oktober en november 2003, toen de Winterefteling in volle opbouw was en daarom het park voor publiek gesloten was. Voor seizoen 2 werd in dezelfde maanden in 2005  opnames gemaakt en wederom voor seizoen 3 in 2007. 
Seizoen 1 en 2 zijn op dvd verschenen en volledig uitgezonden. Van seizoen 3 zijn er in Nederland slechts vier afleveringen uitgezonden bij KRO Kindertijd en in België zijn ze alle 6 uitgezonden, maar nooit op dvd verschenen. 

## Seizoenen
| Seizoen | Aantal afleveringen | Uitgezonden                                                  |
| ------- | ------------------- | ------------------------------------------------------------ |
| 1       | 13                  | NL: 27 december 2004 - 7 januari 2005 BE: 6-18 december 2004 |
| 2       | 7                   | NL: - 4 december 2006 BE: 1-22 april 2006                    |
| 3       | 6                   | NL: 21 februari - 14 maart 2010 BE: 28 maart - 5 april 2008  |

## Seizoen 1 (voorjaar 2004)
Met Jan Decleir als verteller. 
| Nr. | Titel aflevering       | Sprookje                                                | Raamobject             | Duur  | Code |
| --- | ---------------------- | ------------------------------------------------------- | ---------------------- | ----- | ---- |
| 1 | Sneeuwwitje            | Sneeuwwitje                                             | Appel                  | 10.52 | 1x01 |
| Gastacteurs: Aukje van Ginneken (Sneeuwwitje), Caroline Rottier (Koning/Heks), Edwin Alofs/Elisabeth McDowell/Tineke Anin/Max Anin/Naomi Anin/Steijn Keuleers/Terrence Wijnschenk (De Zeven Dwergen), Daan Hugaert (Jager) & Lennart Monaster (Prins) De Koning is de mooiste vrouw van het land, aldus haar Spiegel, én dat wil ze graag blijven. Maar dan zegt de Spiegel dat haar stiefdochter Sneeuwwitje de mooiste van het land is, waardoor de door frustratie gedreven Stiefmoeder snode plannen beraad: Sneeuwwitje moet én zal sterven... |                        |                                                         |                        |       |      |
| 2 | Repelsteeltje          | Repelsteeltje (sprookje)                                | Gouddraad              | 10.19 | 1x02 |
| Gastacteurs: Kristine Van Pellicom (Dochter), Jurgen Verheyen (Repelsteeltje), Hans De Munter (Koning), Bert André (Molenaar), Alexander van Bergen (Knecht) Een Molenaar verteld aan een Koning dat zijn dochter in zeer rap tempo goud kan spinnen. De Koning zet hierop de Molenaar onder druk, of zijn dochter spint een grote partij goud voor hem of hij zal sterven. Wanhopig als het meisje en de Molenaar zijn blijkt dat ze niet kan spinnen, ze roept de hup in van een onbekende vreemdeling, een raar klein mannetje, maar die kent zijn voorwaarden… |                        |                                                         |                        |       |      |
| 3 | De Rode Schoentjes     | De rode schoentjes                                      | Rode Schoentjes        | 10.33 | 1x03 |
| Gastacteurs: Loes Haverkort (Karin), Marilou Mermans (Oude Dame), Lennart Monaster (Schoenmaker), Daan Hugaert (Soldaat), Walter Smits (Dokter), Caroline Rottier (Vrouw) Karin leeft op straat en haar situatie is uitzichtloos, totdat de rijke Oude Dame haar onder haar armen neemt. Al snel blijkt Karin ijdel te zijn en helpt de Oude Dame haar aan mooie schoentjes, rode schoentjes, die een verkeerde werking op haar hebben… |                        |                                                         |                        |       |      |
| 4 | De Chinese Nachtegaal  | De Chinese nachtegaal                                   | Mechanische Nachtegaal | 11.31 | 1x04 |
| Gastacteurs: Fred Van Kuyk (Keizer), Maïte Van Den Bossche (Stem Nachtegaal), Han Kerckhoffs (Hofmaarschalk), Koen Bogaarts (Hoveling), An Hackselmans (Keukenmeisje) De Keizer hoort van zijn onderdanen over een nachtegaaltje dat prachtige muziek produceert en stuurt zijn Hofmaarschalk op pad, die de nachtegaal moet en zal vinden. De nachtegaal blijkt van grote invloed voor de rest van zijn leven… |                        |                                                         |                        |       |      |
| 5 | Vrouw Holle            | Vrouw Holle                                             | Waterput               | 10.39 | 1x05 |
| Gastacteurs: Caroline Rottier (Vrouw Holle), Veva De Blauwe (Meisje), Sara Vertongen (Zus), Karen De Visscher (Moeder), Bert André (Stem Appelboom) De overijverige en vriendelijke Goede Dochter kan het nooit goed doen bij haar humeurige Zus (De Slechte Dochter) en haar Meeder, op een dag van hard werken rolt haar spin vol wol in de put, het Meisje gaat erachteraan en belandt in de put. Ze belandt in een wereld waar alles wat ze doet gewaardeerd wordt en ze door Vrouw Holle wordt opgevangen met slechts één voorwaarde: klop elke dag mijn matras op, want dan sneeuwt het ergens op aarde. Het Meisje heeft nog nooit zoveel waardering gemaakt, maar keert uiteindelijk naar huis, met goud als beloning, waarna ze naar huis gaat. En haar Zus denkt: wat zij kan, dat kan ik óok. En haar beloning krijgt ze hoe dan óok… |                        |                                                         |                        |       |      |
| 6 | Doornroosje            | Doornroosje                                             | Spinnewiel             | 10.34 | 1x06 |
| Gastacteurs: Loes Haverkort (Doornroosje), Elias Mentzel (Prins), Katerina Vercammen (Zwarte Fee), Karen De Visscher (Koningin), Alexander van Bergen (Koning), Goedele van Ruysvelt (Fee), Jaela Cole (Witte Fee), Bert André (Stem Kikker) Een Koningin wil dolgraag een kind en vraagt aan de Kikker of ze die ook zal krijgen. Een jaar later is het kind geboren en geeft de Koning groot feest, een Fee, de Zwarte Fee, die niet uitgenodigd is spreekt een vloek over het meisje uit: als ze ooit een spinnenwiel aanraakt en zich daaraan prikt, dan gaat ze dood… |                        |                                                         |                        |       |      |
| 7 | De Kikkerkoningin      | De Kikkerkoning                                         | Gouden Bal             | 10.08 | 1x07 |
| Gastacteurs: Veerle Baetens (Prinses), Senne Dehandschutter (Prins), Katerina Vercammen (Koningin), Alexander van Bergen (Koning) Een Prinses speelt elke dag met haar gouden bal aan de rand van het kasteel bij de vijver. De gouden bal is haar meest geliefde bezit en ze speelt er graag mee, totdat: de bal in het water belandt en onder water verdwijnt. Maar de pratende Kikker is wel bereid haar te helpen, althans: voor wat, hoort wát… |                        |                                                         |                        |       |      |
| 8 | Tafeltje Dek Je        | Tafeltje dek je, ezeltje strek je en knuppel uit de zak | Knuppel                | 11.55 | 1x08 |
| Gastacteurs: Hans De Munter (Kleermaker), Lennart Monaster (Zoon 1), Laurent l'Enfant (Zoon 2), Senne Dehandschutter (Zoon 3), Daan Hugaert (Waard), Sam Schürt (Meubelmaker), Bert André (Timmerman), Jakob Beks (Molenaar) Een Kleermaker maakt op een dag duidelijk aan zijn drie zonen, die bij hem in de leer zijn, dat op zoek moeten naar ander werk: kleermaken levert niet meer zoveel geld op als vroeger. Zijn oudste Zoon gaat aan de slag bij een Meubelmaker, drie jaar verstrijken en de Meubelmaker heeft geen werk meer voor de jongen, maar hij krijgt een bijzonder tafeltje mee. Zijn middelste Zoon gaat aan de slag bij een Molenaar, van wie hij, na 3 jaar naar huis wordt gestuurd met als dank een hele bijzondere ezel. En ook zijn jongste Zoon krijgt na 3 jaar werken bij de Timmerman een bijzonder cadeau mee: een knuppel. Twee van de drie cadeau’s blijken bij thuiskomst niet zo bijzonder als dat ze waren toen ze overnachtte bij de herberg, op weg naar huis… |                        |                                                         |                        |       |      |
| 9 | De Tuinman en de Fakir | De Tuinman en de Fakir                                  | Tulp                   | 10.58 | 1x09 |
| Gastacteurs: Fred Van Kuyk (Sultan), Carl Ridders (Fakir), Koen Bogaerts (Tuinman) De Sultan is de rijkste man in het hele gebied en hij krijgt cadeau op cadeau op cadeau. Op een gegeven moment krijgt hij een tulpenbol van een Tuinman, die een week de tijd krijgt om de tulpen tot bloeien te brengen. Dit gaat de Tuinman niet gemakkelijk af en hij krijgt hulp, maar die hulp krijgt hij niet zómaar… |                        |                                                         |                        |       |      |
| 10 | Hans en Grietje        | Hans en Grietje                                         | Koekjes                | 10.18 | 1x10 |
| Gastacteurs: Joeri Busschots (Hans), Evelyn Busschots (Grietje), Caroline Rottier (Heks), Hans De Munter (Vader), Karen De Visscher (Moeder) Een Houthakker en zijn 2e Vrouw hebben geen geld om aan eten te komen en de honger en de armoede worden groter. De situatie is uitzichtloos, waarna de Moeder voorstelt met de kinderen het bos in te gaan en ze daar dan achter te laten met een stuk brood, beter dat ze daar van de honger sterven dan hier. De kinderen: Hans en Grietje zijn echter voorbereid op het gevaar te verdwalen… |                        |                                                         |                        |       |      |
| 11 | Roodkapje              | Roodkapje                                               | Mandje met Lekkers     | 10.04 | 1x11 |
| Gastacteurs: Céline Verbeeck (Roodkapje), Hans De Munter (Wolf), Maria Sluyts (Moeder), Alexander van Bergen (Jager), Kristine Van Pellicom (Moeder) Haar Moeder stuurt Roodkapje op pad om haar zieke Grootmoeder fruit te brengen, maar ze waarschuwt daarbij: blijf op het pad. Op weg naar Grootmoeder loopt Roodkapje de Boze Wolf tegen het lijf, die een nare verrassing voor haar heeft bedacht… |                        |                                                         |                        |       |      |
| 12 | Zwaan Kleef Aan        | Zwaan kleef aan                                         | Gouden Gans            | 10.36 | 1x12 |
| Gastacteurs: Senne Dehandschutter (Domoor), Jurgen Verheyen (Kabouter), GoedeleVan Ruyselvelt (Prinses), Jakob Beks (Koning), Aukje van Ginneken (Herbergiersdochter 1), Loes Haverkort (Herbergiersdochter 2), Ann Hackselmans (Herbergiersdochter 3), Lennart Monaster (Broer 1), Tim Van Hoecke (Broer 2), Steve Aernouts (Hongerige Man), Caroline Rottier (Moeder), Fred Van Kuyk (Vader), Sam Schürg (Pastoor), Hans De Munter (Koster), Bert André (Waard) Twee broers hebben uit minachting naar hun jongere broertje hem Domoor genoemd. De Twee broers gaan houthakken in het bos en steeds verschijnt er daar een Kabouter, die hen vraagt of hij een hap en een slok mag nemen van het eten en drinken uit hun picknickmand, de broers weigeren beide hem eten te geven en worden daarvoor bestraft, Domoor ook als hij gaat kappen? |                        |                                                         |                        |       |      |
| 13 | Raponsje               | Raponsje                                                | Rapunzel               | 10.02 | 1x13 |
| Gastacteurs: Veerle Baetens (Raponsje), Caroline Rottier (Heks), Hans De Munter (Vader), Karen De Visscher (Moeder), Lennart Monaster (Prins) Een Vrouw heeft Raponsjes nodig om in leven te blijven, waardoor haar Man een groot risico moet nemen deze te plukken. Hij wordt betrapt door de Heks, die een voorwaarde stelt om de Man zijn gang te laten gaan: zij wil de dochter van de twee zodra zij geboren is… |                        |                                                         |                        |       |      |

## Seizoen 2 (2006)
Dit werd het eerste seizoen waarin ook sprookjes die niet of op dat moment niet in het Sprookjesbos (Efteling) te vinden waren: Assepoester kwam er pas in 2009, hetzelfde geldt voor De nieuwe kleren van de keizer die pas in 2012 in het sprookjesbos kwam. De rattenvanger van Hamelen, De ganzenhoedster en De gelaarsde kat hebben er nooit gestaan. De laatste twee staan op andere locaties in de Efteling. Enkel Klein Duimpje en Het meisje met de zwavelstokjes stonden er al, Klein Duimpje dateert uit 1998 en het Meisje met de Zwavelstokjes uit 2004. 
| Nr. | Titel                           | Sprookje                        | Raamobject         | Duur  | Code |
| --- | ------------------------------- | ------------------------------- | ------------------ | ----- | ---- |
| 14 | Klein Duimpje                   | Klein Duimpje                   | Zeven Mijlslaarzen | 11.27 | 2x01 |
| Gastacteurs: Youp Truijen (Klein Duimpje), Luk D'Heu (Reus), Ludo Hoogmartens (Vader), Simone Milsdochter (Moeder), Matthijs van de Sande Bakhuyzen (Oudste Zoon), Reinhilde Decleir (Vrouw Reus), Michel Bauwens (acteur) (Rijke Man) Een arme Houthakker heeft geen geld meer om zijn kinderen eten te geven en besluit ze achter te laten in het bos, in de hoop dat ze gevonden gaan worden. Het jongste kind, Klein Duimpje heeft zijn ouders hierover horen praten en besluit een spoor van kiezelsteentjes achter te laten, zodat hij en zijn broers de weg weer terug weten. Eenmaal thuis is er weer geld, maar dat is ook zo weer op, waarna de kinderen opnieuw worden achtergelaten in het bos, in het holst van de nacht, op zoek naar onderdak kloppen ze aan bij een gevaarlijk adres, dat van de mens-etende Reus… |                                 |                                 |                    |       |      |
| 15 | Het Ganzenhoedstertje           | De ganzenhoedster               | Ganzen             | 12.14 | 2x02 |
| Gastacteurs: Ilke Turpijn (Prinses), Marieke de Kleine (Kamermeisje), Vic De Wachter (koning), Bert André (Vallada), Maarten Westra Hoeksma (Jonas), Anton Pieck Parade (Ganzen) Een Prinses gaat trouwen met een Prins, die ver weg woont. Onderweg naar hem wordt ze vergezeld door een Kamermeisje, dat weigert te doen wat de Prins haar vraagt te doen en ze vraagt haar armoedige kleren aan te trekken en het Kamermeisje zal verder reizen in de mooie kleren van de Prinses, bij aankomst staat de Prinses een grote, onaangename verrassing te wachten… |                                 |                                 |                    |       |      |
| 16 | Rattenvanger van Hamelen        | De rattenvanger van Hamelen     | Ratten             | 11.07 | 2x03 |
| Gastacteurs: Manou Kersting (Burgemeester), Robert de la Haye (Rattenvanger), June Voeten (Sientje), Koen Van Impe (Secretaris), Rudy Blomme (Molenaar) Hamelen wordt overspoeld door een rattenplaag, en alle inwoners klagen bij de Burgemeester, die 1000 goudstukken uitlooft voor degene die de ratten definitief weet te verjagen, diverse rattenvangers melden zich, maar tevergeefs, totdat zich een Rattenvanger meldt die pér rat betaalt wil worden… |                                 |                                 |                    |       |      |
| 17 | De Gelaarsde Kat                | De gelaarsde kat                | Poes               | 10.23 | 2x04 |
| Gastacteurs: Aukje van Ginneken (Kat), Lennart Monaster (Jongste Zoon), Bert André (Koning), Julie Luyten (Prinses), Hans De Munter (Tovenaar) Jeroen Scholten (Houthakker), Martijn Merckelbach (Boer) Na het overlijden van een Molenaar, erven zijn drie zonen alles wat hij bezat. Zijn jongste zoon blijft echter voor zijn gevoel berooid achter met een Kat, wat kan hij nou met een Kat? Echter gaat er een wereld voor hem open als de Kat ineens kan praten… |                                 |                                 |                    |       |      |
| 18 | Het Meisje met de Zwavelstokjes | Het meisje met de zwavelstokjes | Zwavelstokjes      | 10.33 | 2x05 |
| Gastacteurs: Marie Vinck (Meisje), Ingeborg Uijt den Bogaard (Oma), Annemieke Van der Veen (Moeder), Frank Maas (Bakker), Robert de la Haye (Burgerman) Een arm Meisje loopt over straat met Oud en Nieuw, ze probeert zwavelstokjes te verkopen om aan geld te komen, maar niemand wilt ze. Ze blijft alleen achter op het dorpsplein, hunkerend naar een beetje warmte en hoop in de koude dagen, maar krijgt ze die? |                                 |                                 |                    |       |      |
| 19 | De Nieuwe Kleren van de Keizer  | De nieuwe kleren van de keizer  | Mantel en Muts     | 11.13 | 2x06 |
| Gastacteurs: David Davidse (Keizer), Patrick Martens (Wever 1), Joris Putman (Wever 2), Nathaniël Busschots (Jongetje), Jakob Beks (Eerste Minister), Ben Van Hoof (Kleermaker), Patje De Neve (Bewaker), Bert André (Raadsman), Judith Vanderheyden (Vrouw), Nicole Pijnenburg (Burgervrouw), Jeroen Scholten (Man 1) Martijn Merckelbach (Man 2) De Keizer is een zeer ijdele man die elke gelegenheid aangrijpt om zich anders te verkleden, hij hunkert stiekem al naar de nieuwe gelegenheid om dit te doe, als er plots twee Kleermakers op zijn stoep staan die voor hem de mooiste kleren gaan maken. Het maakt de Keizer niet uit hoeveel het gaat kosten, de Minister betaalt, maar wat is het nou eigenlijk? |                                 |                                 |                    |       |      |
| 20 | Assepoester                     | Assepoester                     | Glazen Muiltje     | 9.38  | 2x07 |
| Gastacteurs: Loes Haverkort (Assepoester), Joris Smit (Prins), Caroline Rottier (Stiefmoeder), Maaike Neuville (Anna), John Willaert (Vader), Marianne Loots (Bea), Patricia Beysens (Fee), Louis van der Waal (Lakei) Na de dood van haar moeder hertrouwd de Vader van Assepoester met haar Stiefmoeder en krijgt ze er twee bloed-irritante Stiefzusjes bij. Deze noemen haar Assepoester en laten haar alle vervelende klusjes doen in huis. Assepoester wil net als haar Stiefzusjes en Stiefmoeder naar het bal, maar dat mag niet, want ze zal iedereen voor schut zetten… |                                 |                                 |                    |       |      |

## Seizoen 3 (2008)
In België werd dit seizoen uitgezonden van 27 maart tot 5 april 2008. In Nederland werd dit seizoen uitgezonden van 21 februari tot 14 maart 2010. Dit is het enige seizoen dat tot op heden niet verschenen is op dvd. In de archieven van de Vlaamse Radio- en Televisieomroeporganisatie en het Nederlands Instituut voor Beeld en Geluid zijn alle afleveringen terug te vinden op Ali Baba en de 40 Rovers na. Enkel De Kleine Zeemeermin en De Magische Klok, een sprookje dat speciaal voor de Efteling was geschreven door Martine Bijl,zijn sprookjes die in het Sprookjesbos (Efteling) te vinden zijn. 
| Nr. | Titel                      | Sprookje                      | Raamobject                    | Duur  | Code |
| --- | -------------------------- | ----------------------------- | ----------------------------- | ----- | ---- |
| 21 | Ali Baba en de 40 Rovers   | Ali Baba en de veertig rovers | Ton met Goud, Schild en Sabel | 14.01 | 3x01 |
| Gastacteurs: Joris Putman (Ali Baba), Robert de la Haye (Roverhoofdman), Alexander van Bergen (Kassim) Terence Schreurs (Aya) Ali Baba is een arme houthakker die op een dag door de bossen trekt op zoek naar hout als hij het hol ontdekt waarin een roversbende hun gestolen waar verstopt. Ali Baba wacht tot ze weg zijn en slaat zijn slag en keert met genoeg goud om van te kunnen leven huiswaarts. Als zijn broer, de rijke Kassim, dit ontdekt confronteert hij Ali Baba ermee, die zijn broer uitlegt hoe hij eraan komt. Kassim trekt de volgende dag naar het hol, maar dat bezoek heeft erg ingrijpende gevolgen... |                            |                               |                               |       |      |
| 22 | De Koning met de Ezelsoren | De Koning met de Ezelsoren    | Scalp met Twee Ezelsoren      | 16.24 | 3x02 |
| Gastacteurs: Robert de la Haye (Koning), Lennart Monaster (Sjeng), Caroline Rottier (Moeder), John Willaert (Kleermaker) Er was eens een Koning wiens zoon nooit in de buitenwereld is gezien, maar als deze Koning plotseling overlijdt moet zijn zoon het koningschap voortzetten, elke onderdaan die de nieuwe Koning ziet sterft, maar waarom. En hoe kan het dan dat Sjeng die de Koning in levende lijven ziet, het paleis wel levend verlaat? |                            |                               |                               |       |      |
| 23 | De Kleine Zeemeermin       | De kleine zeemeermin          | Zeemeermin in Kopenhagen      | 14.07 | 3x03 |
| Gastacteurs: Aukje van Ginneken (Kleine Zeemeermin), Fred Van Kuyk (Koning Zeemeerman), Hilde Heijnen (Zeeheks) De dochter van Koning Zeemeerman, de Kleine Zeemeermin, wil maar één ding: haar staart inruilen en gewoon als mens op het land leven. Haar vader zegt haar dat dit waanzin is en dat ze blij moet zijn dat ze in zo’n bevoorrechte positie zit, maar de Kleine Zeemeermin wil maar één ding: als normaal mens op het droge leven. Maar als die wens eenmaal in vervulling komt… |                            |                               |                               |       |      |
| 24 | Blauwbaard                 | Blauwbaard                    | Sleutel                       | 13.17 | 3x04 |
| Gastacteurs: Manou Kersting (Blauwbaard), Aukje van Ginneken (Jongste Dochter), Marieke van Ginneken (Oudste Dochter), Robert de la Haye (Ridder), Fred Van Kuyk (Vader) Er was eens een man die Blauwbaard heette. Blauwbaard was schathemeltje rijk en toch heeft hij door zijn afschrikwekkende verschijning geen succes bij de vrouwen. Tot hij op een dag met een vader heeft afgesproken dat hij met een van zijn twee dochters mocht trouwen. De dochters zijn bang voor Blauwbaard want er gaan bijzondere verhalen over hem…                                                                                              |                            |                               |                               |       |      |
| 25 | Rozenroodje en Rozenwitje  | Rozenroodje en Rozenwitje     | Rode en Witte Roos            | 11.08 | 3x05 |
| Gastacteurs: Flo Peeters (Rozenroodje), Virginie Robin (Rozenwitje), Hilde Heijnen (Moeder), Jurgen Verheyen (Kabouter), Joris Smit (Prins/Beer) Op een dag neemt de moeder van Rozenroodje en Rozenwitje een Beer in huis die het koud heeft. Haar dochters gaan naar het bos en redden een Kabouter, maar als zijn baard het hierbij moet ontgelden, wordt hij boos. Daar zijn ze voortaan zeker op voorbereid… |                            |                               |                               |       |      |
| 26 | De Magische Klok           | De Magische Klok              | Toren met Toon                | 11.31 | 3x06 |
| Gastacteurs: Hans De Munter (Magius), Jurgen Verheyen (Slimme Toon), Robert de la Haye (Prins 1), Joris Putman (Prins 2), Patrick Martens (Prins 3) Als op een dag de klok niet meer gelijk loopt met het spelen op de trompetten, stelt een van de zeven Prinsen voor om deze te laten repareren door: de Magiër, maar wat als je je afspraken niet nakomt en daardoor de klok ongeprepareerd blijft? |                            |                               |                               |       |      |